# توماس وركمان
توماس وركمان هو سياسي كندي، ولد في 17 يونيو 1813 في ليسبورن في المملكة المتحدة، وتوفي في 9 أكتوبر 1889 في مونتريال في كندا. نشط حزبياً في الحزب الليبرالي الكندي. وقد انتخب عضو مجلس العموم الكندي.